# Hippochaete debilis
Hippochaete debilis là một loài dương xỉ trong họ Equisetaceae. Loài này được Roxb. ex Vaucher Ching mô tả khoa học đầu tiên năm 1983.